# Borneo Orangutan Survival

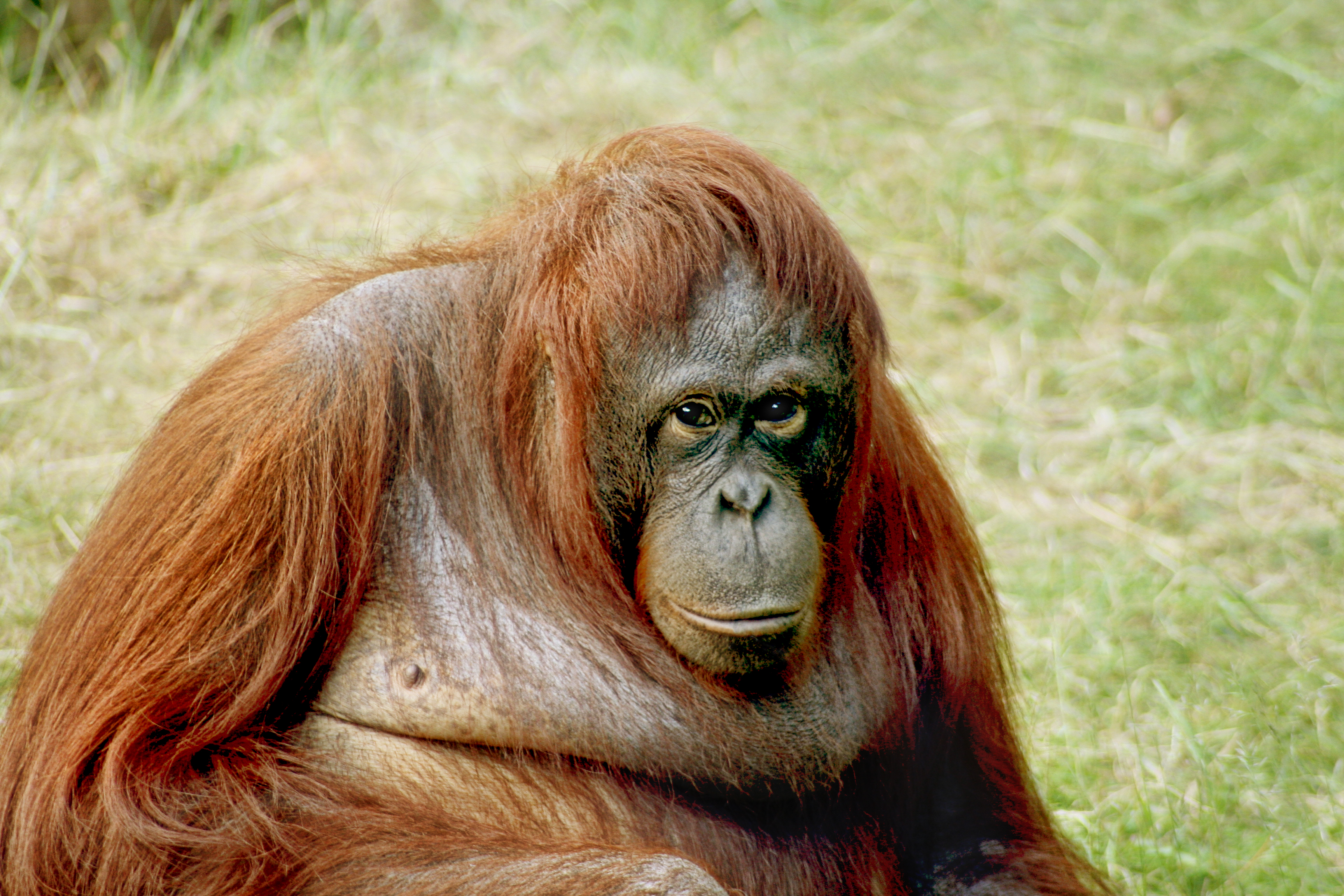
O orangotango-de-bornéu está na lista de espécies ameaçadas.

A Fundação Borneo Orangutan Survival (BOS) é uma ONG indonésia sem fins lucrativos, fundada em 1991 por Willie Smits, dedicada à conservação do orangotango-de-bornéu e seu habitat. A BOS é a maior ONG conservacionista de primatas do mundo.
Os santuários de Nyaru Menteng e Samboja Lestari são os locais da organização que recebem mais extensa cobertura da mídia. Nyaru Menteng tem sido o foco de muitas séries de TV, incluindo Orangutan Diary e Orangutan Island, enquanto Samboja Lestari foi apresentada em 2009 numa conferência TED em que Willie Smits explica como é que ele recriou uma floresta para fornecer habitat aos orangotangos resgatados.

## Nyaru Menteng
Nyaru Menteng (2° 06' 34" S 113° 49' 14" E) é um centro de resgate e reabilitação de orangotangos, situado perto de Palangkaraya, na província indonésia de Kalimantan Central. Foi fundado em 1998 por Lone Drøscher Nielsen, com a ajuda de Willie Smits e outras organizações. Inicialmente projetado para receber 100 orangotangos órfãos. Além de gaiolas de quarentena, clínica médica e creche, o santuário tinha uma grande área de floresta, onde os orangotangos podiam aprender as habilidades necessárias para sobreviverem na natureza. Atualmente, Nyaru Menteng é o maior centro de resgate e reabilitação de primatas.
Muitos desses orangotangos têm apenas algumas semanas de idade e quando eles chegam ao santuário, possuem todos traumas psicológicos. O santuário não só cuida e protege os orangotangos órfãos dos caçadores ilegais e comerciantes de animais silvestres, como desenvolveu um processo de reintrodução gradual destes animais para a restante floresta tropical do Bornéu.